# Consejo de Fuerzas Políticas de Cataluña
El Consejo de Fuerzas Políticas de Cataluña (en catalán Consell de Forces Polítiques de Catalunya) fue una agrupación política de Cataluña (España), creada el 23 de diciembre de 1975, poco después de la muerte del general Franco. Era la transformación de la Comisión Coordinadora de Fuerzas Políticas de Cataluña, para facilitar la entrada de otras fuerzas políticas que no quería integrarse en la Comisión Coordinadora.
El Consejo estaba formado exclusivamente por partidos catalanes: los siete partidos que formaban parte de la Comisión Coordinadora de Fuerzas Políticas de Catalunya:
- Partido Carlista de Cataluña (PCC).
- Unió Democràtica de Catalunya (UDC).
- Esquerra Republicana de Catalunya (ERC).
- Front Nacional de Catalunya (FNC).
- Partit Popular de Catalunya (PPC).
- Convergència Socialista de Catalunya (CSC).
- Partido Socialista Unificado de Cataluña (PSUC).

y cuatro partidos más: 
- Partit Socialista d'Alliberament Nacional (PSAN).
- Esquerra Democràtica de Catalunya (EDC).
- Convergència Democràtica de Catalunya (CDC).
- Reagrupament Socialista i Democràtic de Catalunya (RSDC), que adoptó en mayo de 1976 el nombre de Partit Socialista de Catalunya-Reagrupament (PSC-R).

A partir de noviembre de 1976 el Partit Popular de Catalunya y Convergència Socialista de Catalunya dejaron de existir por haberse fusionado junto con otras fuerzas socialistas en el Partit Socialista de Catalunya-Congrés (PSC-C). Esta denominación de los dos partidos socialistas, Reagrupament y Congrés, fue un acuerdo para salvar la unidad del Consejo, aunque en sus documentos propios no utilizaron el añadido a las siglas PSC
El objetivo básico de la agrupación, tal como constaba en el primer punto de su declaración programática era «reivindicar, propiciar e impulsar la constitución de un gobierno provisional de la Generalidad desde el mismo momento de la «ruptura democrática», con el compromiso de convocar y celebrar elecciones al Parlamento en el término más breve posible». Los puntos básicos de sus reivindicaciones eran una amnistía, la restauración del Estatuto de autonomía de Cataluña de 1932, elecciones al Parlamento de Cataluña, reconocimiento de las libertades democráticas, el sufragio universal, garantías individuales, libertad sindical y el reconocimiento del derecho de huelga.
La agrupación se disolvió en julio de 1977, tras la celebración de la primeras elecciones democráticas en la transición.
- Datos: Q11089519